# Lackfi András
Lackfi András / Lackfi Endre (1310 körül – 1359) hadvezér, brassói-, székely-, besztercei-, medgyesi ispán, erdélyi fejedelem (erdélyi vajda). Ismertebb testvére Lackfi István hadvezér. 
Kerekegyházi Lack tárnokmester másodszülött fia.1345–1352 között székely ispán, 1350-ben Aversa város főkapitánya, 1350–1352 között Apulia helytartója, 1353–1354 között macsói bán, 1355–1356 között soproni ispán, 1356-tól 1359-ig erdélyi fejedelem (rég., erdélyi vajda) volt.
Székely ispánként 1345 és 1346-ban a mongolok ellen vezetett sikeres hadjáratot. Ehhez kapcsolódik a Szent László legendáriumhoz tartozó "Szent László csodatette" amiben megsegíti a magyar sereget. Testvéreivel Lackfi István, Lackfi Miklós, Lackfi Pál, Lackfi Mihály hadvezérekkel részt vesz az 1350 áprilisában kezdődő a második olaszországi hadjáratban. 

## 1345-es hadjárat a mongolok ellen
Nagy Lajos magyar király hadvezére Lackfi András ugyanezen évben kinevezett székely ispán erős hadsereggel átkelt a Kárpátokon, sikeresen legyőzte a mongolokat a mai Moldova területén és a Dnyeszter-folyó keleti oldaláig űzte azokat. A Magyar Királyság és az Arany Horda közötti új határ a Dnyeszter-folyó lett. Megalakul a Moldvai Fejedelemség vazallus állama.
„Amikor a tatárok [valójában mongolok] népei Magyarországot dúlva, gyakran támadtak az erdélyi részek határaira meg a székelyekre. A király elküldte a serény és harcias férfiút, Lackfi Endre erdélyi vajdát [ekkor székely ispán] a székelyek nemeseivel és erős nemzetével a tatárra. Erővel benyomultak azok földére, s Athlamosz fejedelmükkel együtt, aki ellenállt, és nagy sereggel szállott szembe velük, legyőzték őket, a fejedelmet lenyakazták, sok zászlót és tatár foglyot küldtek át a királyi felségnek Visegrádra. Ezután a székelyek is többször támadtak a tatárokra, s nagy zsákmánnyal tértek haza. Aki tatár életben maradt, messze tengermelléki tájakra futott el a többi tatárokhoz." Küküllei János - I. Lajos magyar király hőstetteiről, VI. fejezet: A tatárok (mongolok) elleni hadjárat.

## 1346-os székely hadjárat mongolok ellen
Az Arany Hordát sújtó bubópestis járványt kihasználva a székelyek átkeltek a Dnyeszteren és sikeres portyát hajtottak végre. A Névtelen Minorita és Küküllei János krónikáinak idevonatkozó részeiben a két hadjárat időpontja és cselekménye keveredik egymással mivel mindkettőben rész vettek a székely hadak.
"Mindezeket így intézve, szorgosan kezdett gondoskodni Lajos király úr arról, hogy eltávozik Magyarországból, Itáliába megy, s Magyarországot olyan állapotban hagyja, hogy távollétében semmiféle ellenség se merészelje megtámadni az országot. Magyarországot ugyanis a tatárok (mongolok) és a szerecsenek (muszlimok) veszedelmes ellenségeskedése fenyegette. De az Úristen megsegítette aggodalmában, mert annyira ostorozta amazokat, hogy nem kellett félni és rettegni tőlük. Az Úr ezerháromszáznegyvenhatodik évében ugyanis az Isten dögvészt küldött reájuk, mely annyira dühöngött, hogy mint mondják, néhány hónap alatt háromszázezer tatárt terített le és pusztított el." Névtelen Minorita Krónikája - V. fejezet: A hadjárat kezdete; bevonulás Aquilába (részlet).   
"Hasonlóképpen az Úr születése után való ezerháromszáznegyvenötödik (valójában 1346), a Lajos király koronázása után való harmadik év Gyertyaszentelő Boldogasszony napja táján a székelyek az akkoriban köztük levő kevés magyarral kivonultak a tatárok ellen, s kardjukkal megszámlálhatatlan tatárt vágtak le saját földjükön. Ott még Othlam nevű nagyhatalmú vezérüket is élve elfogták, aki második a kán után, s a kán húga volt a felesége; később le is fejezték, bár szinte mérhetetlen mennyiségű pénzt ígértek érte váltságul. A magyarok azonban, óvakodva az eljövendőktől, elutasították a váltságdíjat, hazahozták az ellenség zászlait is, sok foglyot, rengeteg zsákmányt aranyban, ezüstben, gyöngyökben meg drága ruhákban. Megszakítás nélkül három napig folyt köztük a harc."  Névtelen Minorita Krónikája - VIII. fejezet: Győzelem a tatárok (mongolok) ellen vívott csatában